# Megalopsalis tanisphyros
Espèce
Synonymes
- Hypomegalopsalis tanisphyros Taylor, 2011

Megalopsalis tanisphyros est une espèce d'opilions eupnois de la famille des Neopilionidae.

## Distribution
Cette espèce est endémique d'Australie-Occidentale. Elle se rencontre du parc national du cap Arid à la réserve naturelle de Durokoppin.

## Description
Les mâles mesurent de 1,70 à 2,53 mm.

## Systématique et taxinomie
Cette espèce a été décrite sous le protonyme Hypomegalopsalis tanisphyros par Taylor en 2011. Elle est placée dans le genre Megalopsalis par Taylor en 2013.

## Publication originale
- Taylor, 2011 : « Revision of the genus Megalopsalis (Arachnida: Opiliones: Phalangioidea) in Australia and New Zealand and implications for phalangioid classification. » Zootaxa, no 2773, p. 1–65.